# Emotionspsychologie
Die Emotionspsychologie ist ein Teilgebiet der Allgemeinen Psychologie und beschäftigt sich mit der Erforschung von Emotionen und in Zusammenhang damit auch mit Affekten, Gefühlen und Stimmungen.
Hauptfragestellungen der Emotionspsychologie sind:
- Was sind Emotionen und inwiefern unterscheiden sie sich von anderen, verwandten Begriffen?
- Wo liegt der Ursprung von Emotionen und wie entstehen diese?
- Welchen Einfluss haben Emotionen auf andere psychologische Aspekte wie Lernen und Erinnern bzw. auf gezeigtes Verhalten?

Verschiedene Emotionstheorien versuchen, diese Fragen bzw. einzelne Teilaspekte zu erklären.

## Geschichte der Emotionspsychologie
Als sich gegen Ende des 19. Jahrhunderts die Psychologie als eigene wissenschaftliche Disziplin entwickelte, spielte die Untersuchung von Emotionen zunächst eine große Rolle, im Zeitraum von etwa 1870 bis 1920 machte die Emotionspsychologie daher große Fortschritte. Wichtige Beiträge aus dieser Zeit stammen beispielsweise von John B. Watson, William James, Alexius Meinong, Wilhelm Wundt und William McDougall, die auch heute noch von großer Bedeutung sind.
Im Zeitraum von etwa 1920 bis 1970 setzte sich in der Psychologie jedoch der verhaltensanalytische Behaviorismus durch, der sich nur mit beobachtbarem Verhalten befasst und die im Kopf eines Menschen ablaufenden Vorgänge als nicht wissenschaftlich nachvollziehbar ausschließt. Da Emotionen zwar einen beobachtbaren Anteil, aber auch ein spezielles subjektives Empfinden beinhalten, kam es in dieser Zeit nur zu vereinzelten Beiträgen in der Emotionspsychologie.
Nachdem der Behaviorismus seine Vorreiterstellung innerhalb der Psychologie wieder verloren hatte, lebte ab etwa 1980 die Emotionspsychologie wieder auf und ist heute weiterhin ein wichtiges Teilgebiet der Psychologie.